# ストレンジャー・コール
『ストレンジャー・コール』（原題：When a Stranger Calls）は、2006年制作のアメリカ合衆国のサスペンス・ホラー映画。

## 概要
1979年制作の映画『夕暮れにベルが鳴る』のリメイク。アメリカでは非常に有名な都市伝説「ベビーシッターと2階の男」がモチーフとなっている。
映画グラスハウスが公開され豪邸を舞台にしたサスペンス映画が注目を浴びる。ジル役は当初エヴァン・レイチェル・ウッドが指名されたが、本人が断り次にグラスハウスで主演を務めたリーリー・ソビエスキーの友人でもあるカミーラ・ベルに白羽の矢が立つ。ベルも当初はホラー映画と言う事もあり断ったがウェストの熱心な説得で出演を了承した。ベルはウェイトトレーニングなどの訓練を行いアクションの為の訓練を積んだが橋で手を切り、ガラス扉に額をぶつけて切るなど二度も怪我をした。ジルが通う高校など主要撮影はカナダで行われた。

## あらすじ
女子高生のジルは、ロサンゼルス近郊の丘の上に建つ医師の邸宅でベビーシッターのアルバイトに就く。
医師夫婦の外出後、ジルは既に寝ている2人の子供のお守りをしてくつろいでいると、1本の電話がかかってきた。「子供たちの様子を見てみろ」という内容のものだった。
初めは友人のいたずらと思い、取り合わなかったジルであったが、電話は定期的に何度も繰り返してかかってくるようになり、恐怖心を覚えたジルは逆探知をしてもらったところ、その電話はなんとジルと子供たちがいる邸宅の中からかかってきていた。この邸宅の中に何者かが潜んでいるのだ…。

## キャスト
| 役名                          | 俳優                           | 日本語吹替 |
| ----------------------------- | ------------------------------ | ---------- |
| ジル・ジョンソン              | カミーラ・ベル                 | 弓場沙織   |
| ストレンジャー                | トミー・フラナガン             | 青山穣     |
| ティファニー                  | ケイティ・キャシディ           | 田中晶子   |
| スカーレット                  | テッサ・トンプソン             | 赤池裕美子 |
| ボビー                        | ブライアン・ジェラティ         | 中川慶一   |
| ベン・ジョンソン(ジルの父)    | クラーク・グレッグ             | 白熊寛嗣   |
| Dr.マンドラキス               | デレク・デ・リント             | 仲野裕     |
| ケリー・マンドラキス          | ケイト・ジェニングス・グラント | 佐藤しのぶ |
| バローズ巡査                  | デヴィッド・デンマン           | 髙階俊嗣   |
| ハインズ刑事                  | スティーヴ・イースティン       | 木村雅史   |
| ストレンジャーの声 （英語版） | ランス・ヘンリクセン           |            |

その他、清和祐子、森夏姫、白石充、高宮武郎、新田万紀子、勝田晶子

## 続編の企画
本作は全米No.1ヒットと高い興行収入に批評家からの一定の評価と好成績を上げた為続編も企画された。タイトルは「ストレンジャーリターンズ」。内容はオリジナルの後半のリメイクで前作から数年後、結婚し子持ちとなったジルが脱走したストレンジャーに再び襲われ母親として子供を守るべく立ち向かうという内容だったが、数年後という設定の為に演じたベルがある程度年齢を重ねるまで待つ必要があった為企画は頓挫した。

## 関連作品
- 暗闇にベルが鳴る（1974年） - 同じ都市伝説を題材にした映画。「ファイナルデッドコール 暗闇にベルが鳴る」という2006年のリメイク作がある。
- 新・夕暮れにベルが鳴る（1993年） - 本作のオリジナル「夕暮れにベルが鳴る」の続編。
- 夕闇にベルが鳴る（2006年） - 同じ都市伝説を題材にした映画。